# Bursadopsis praeflavata
Bursadopsis praeflavata är en fjärilsart som beskrevs av W. Warren 1899. Bursadopsis praeflavata ingår i släktet Bursadopsis och familjen mätare. Inga underarter finns listade i Catalogue of Life.